# Armorial des communes de Tarn-et-Garonne
- quelques blasons ne sont pas référencés.

Cette page donne les armoiries (figures et blasonnements) des communes de Tarn-et-Garonne.
- Haut – A
- B
- C
- D
- E
- F
- G
- H
- I
- J
- K
- L
- M
- N
- O
- P
- Q
- R
- S
- T
- U
- V
- W
- X
- Y
- Z

0 dessin(s) en attente

## A
| Blason de Albefeuille-Lagarde | Blason  | Parti d'or et de gueules à deux façades d'église de l'un en l'autre, ouvertes de sable ; à la champagne ondée d'argent. |
| Blason de Albefeuille-Lagarde | Détails | Le statut officiel du blason reste à déterminer.                                                                        |

| Blason de Albias | Blason  | De gueules à la fasce ondée d'argent chargée d'un lion d'azur et accompagnée en chef d'une croix cléchée, vidée et pommetée de douze pièces et en pointe de deux épées passées en sautoir, le tout d'or. |
| Blason de Albias | Détails | Le statut officiel du blason reste à déterminer. |

| Blason de Angeville | Blason  | De gueules à la croix cléchée, vidée et pommetée de douze pièces d'or; au chef d'or chargé de l'inscription « ANGEVILLE » en lettres capitales de sable. |
| Blason de Angeville | Détails | Le statut officiel du blason reste à déterminer. |

| Blason de Aucamville | Blason  | De gueules à la porte de ville, sommée d'une tour, le tout d'argent, ajouré et maçonné de sable, ouvert du champ à l'oie d'argent passant le seuil. |
| Blason de Aucamville | Détails | Le statut officiel du blason reste à déterminer. |

| Blason de Auvillar | Blason  | De gueules à deux tours ouvertes et ajourées de sable, les créneaux de même, essorées chacune de trois pièces pointues aussi de sable et girouettées, celle du milieu plus haute ; la tour de dextre d'or crénelée de sept pièces et girouettée du même, celle de senestre d'argent crénelée. de six pièces et girouettée du même. |
| Blason de Auvillar | Détails | Le statut officiel du blason reste à déterminer. |

Pas d'information pour les communes suivantes : Asques (Tarn-et-Garonne), Auterive (Tarn-et-Garonne), Auty
- Haut – A
- B
- C
- D
- E
- F
- G
- H
- I
- J
- K
- L
- M
- N
- O
- P
- Q
- R
- S
- T
- U
- V
- W
- X
- Y
- Z

## B
| Blason de Barthes (Les) | Blason  | Tranché cannelé d'argent et de gueules.          |
| Blason de Barthes (Les) | Détails | Le statut officiel du blason reste à déterminer. |

| Blason de Beaumont-de-Lomagne | Blason  | D'or au mont d'azur sommé d'un saule de sept branches sans feuilles de sinople, au chef aussi d'azur chargé de trois fleurs de lys du champ. |
| Blason de Beaumont-de-Lomagne | Détails | Le statut officiel du blason reste à déterminer.                                                                                             |

| Blason de Belvèze | Blason  | D'azur à la rivière ondée d'argent accompagnée en chef de trois croisettes au pied fiché d'or et en pointe, de trois épis de blé tigés et feuillés d'or, un posé en pal, celui à senestre posé en barre et celui à dextre posé en bande. |
| Blason de Belvèze | Détails | Le statut officiel du blason reste à déterminer. |

| Blason de Bessens | Blason  | D'or à la croix alésée d'azur.                   |
| Blason de Bessens | Détails | Le statut officiel du blason reste à déterminer. |

| Blason de Bioule | Blason  | Écartelé d'azur à la tour d'argent et d'argent fretté de gueules. |
| Blason de Bioule | Détails | Le statut officiel du blason reste à déterminer.                  |

| Blason de Boudou | Blason  | Tiercé en pairle déporté à senestre: aux 1er et 3e de gueules plain, au 2e d'or à la grappe de raisin pamprée au naturel; au pairle d'azur déporté à senestre brochant sur la partition et à la croix cléchée, vidée et pommetée de douze pièces d'argent brochant en cœur du pairle. |
| Blason de Boudou | Détails | Le statut officiel du blason reste à déterminer. |

| Blason de Bourg-de-Visa | Blason  | De gueules à une fleur de lys d'or.              |
| Blason de Bourg-de-Visa | Détails | Le statut officiel du blason reste à déterminer. |

| Blason de Bourret | Blason  | D'argent au canon de sable posé en bande.        |
| Blason de Bourret | Détails | Le statut officiel du blason reste à déterminer. |

| Blason de Brassac | Blason  | Tranché : au 1) d’or à la corneille de sable becquée et membrée de gueules, au 2) d’argent au carreau de jeu de cartes de gueules ; à la bande de gueules chargée en chef d’une croisette cléchée, vidée et pommetée de douze pièces d’or à plomb et en pointe d’une gerbe aussi d’or liée de sinople posée à plomb. |
| Blason de Brassac | Détails | Le statut officiel du blason reste à déterminer. |

| Blason de Bressols | Blason  | D'azur au chevron d'or, écimé, touchant le trait du chef, chargé d'un chevronnel ondé d'azur, et enfermant en pointe trois fasces ondées et alésées d'argent. |
| Blason de Bressols | Détails | Le statut officiel du blason reste à déterminer. |
| Blason de Bressols | Alias   | De sinople à la bande d'argent côtoyée de deux cotices du même.                                                                                               |

| Blason de Bruniquel | Blason  | De sinople au chevron cousu de gueules accompagné en pointe d'une tête de bélier d'argent accornée d'or. |
| Blason de Bruniquel | Détails | * Ces armes emploient le terme « cousu » dans le seul but de contrevenir à la règle de contrariété des couleurs : elles sont fautives : gueules sur sinople. Le statut officiel du blason reste à déterminer. |

Pas d'information pour les communes suivantes : Balignac, Bardigues, Barry-d'Islemade, Beaupuy (Tarn-et-Garonne), Belbèze-en-Lomagne, Bouillac (Tarn-et-Garonne), Bouloc-en-Quercy
- Haut – A
- B
- C
- D
- E
- F
- G
- H
- I
- J
- K
- L
- M
- N
- O
- P
- Q
- R
- S
- T
- U
- V
- W
- X
- Y
- Z

## C
| Blason de Campsas | Blason  | De sinople aux deux barres d'or, au chef du même. |
| Blason de Campsas | Détails | Le statut officiel du blason reste à déterminer.  |

| Blason de Canals | Blason  | De gueules au lion d'or tenant une épée d'argent. |
| Blason de Canals | Détails | Le statut officiel du blason reste à déterminer.  |

| Blason de Castelferrus | Blason  | Parti mi-coupe à senestre au 1 de sinople à la Tour de l'Horloge du lieu d'argent, l'angle des murs maçonnés de gueules, au 2 de gueules à la croix cléchée, vidée et pommetée de douze pièces d'or, au 3 d'argent à deux fasces ondées d'azur. |
| Blason de Castelferrus | Détails | Créé par JF Binon. Adopté en 2023 |

| Blason de Castelsagrat | Blason  | De gueules au château portillé d'argent flanqué de deux tours et surmonté de trois autres mal ordonnées du même, l'ensemble maçonné de sable, les tours ouvertes et ajourées aussi de sable, au chef cousu d'azur chargé de trois fleurs de lys d'or. |
| Blason de Castelsagrat | Détails | * Ces armes emploient le terme « cousu » dans le seul but de contrevenir à la règle de contrariété des couleurs : elles sont fautives : azur sur gueules. Le statut officiel du blason reste à déterminer.                                            |

| Blason de Castelsarrasin | Blason  | D'azur au château donjonné de trois tours d'argent, maçonné de sable, surmonté d'une tête de Maure cousue de sable liée d'argent, au chef cousu de gueules chargé d'une croisette cléchée, vidée et pommetée de douze pièces d'or.                                          |
| Blason de Castelsarrasin | Détails | * Ces armes emploient le terme « cousu » dans le seul but de contrevenir à la règle de contrariété des couleurs : elles sont fautives : gueules sur azur. Conflit héraldique : le dessin ne présente pas la tête de maure. Le statut officiel du blason reste à déterminer. |

| Blason de Caussade | Blason  | De gueules à la tour d'argent, maçonnée de sable, à dextre, et à la chausse d'or à senestre, au chef cousu d'azur chargé de trois fleurs de lys d'or.                                                                                 |
| Blason de Caussade | Détails | * Ces armes emploient le terme « cousu » dans le seul but de contrevenir à la règle de contrariété des couleurs : elles sont fautives : azur sur gueules. Armes parlantes. (chausse) Le statut officiel du blason reste à déterminer. |

| Blason de Caylus | Blason  | De gueules au château de trois tours d'or maçonné de sable, surmonté d'une croisette cléchée, vidée et pommetée de douze pièces aussi d'or, au chef cousu d'azur chargé de trois fleurs de lys d'or.       |
| Blason de Caylus | Détails | * Ces armes emploient le terme « cousu » dans le seul but de contrevenir à la règle de contrariété des couleurs : elles sont fautives : azur sur gueules. Le statut officiel du blason reste à déterminer. |

| Blason de Cazals | Blason  | Tiercé en pairle renversé : au 1er de sinople à un agneau pascal couché d'argent, tenant une croix haute d'or à laquelle est appendue une bannière d'argent à la croisette de gueules, au 2e de gueules à une croix cléchée, vidée et pommetée de douze pièces d'or, au 3e d'argent à la fasce ondée d'azur et à une croix pattée et alésée brochante. |
| Blason de Cazals | Détails | Le statut officiel du blason reste à déterminer. |

| Blason de Cazes-Mondenard | Blason  | Écartelé : au premier et au quatrième d'argent à la tour d'or maçonnée de sable, ouverte du champ, au deuxième et au troisième d'azur à la grappe de raisin pamprée et feuillée d'une pièce d'or ; le tout sommé d'un chef d'azur chargé de trois fleurs de lys d'or. |
| Blason de Cazes-Mondenard | Détails | * Il y a là non-respect de la règle de contrariété des couleurs : ces armes sont fautives (or sur argent). Le statut officiel du blason reste à déterminer. |

| Blason de Corbarieu | Blason  | D'azur à la tierce d'argent.                     |
| Blason de Corbarieu | Détails | Le statut officiel du blason reste à déterminer. |

Pas d'information pour les communes suivantes : Castanet (Tarn-et-Garonne), Castelmayran, Castéra-Bouzet, Caumont (Tarn-et-Garonne), Le Causé, Cayrac, Cayriech, Comberouger, Cordes-Tolosannes, Coutures (Tarn-et-Garonne), Cumont
- Haut – A
- B
- C
- D
- E
- F
- G
- H
- I
- J
- K
- L
- M
- N
- O
- P
- Q
- R
- S
- T
- U
- V
- W
- X
- Y
- Z

## D
| Blason de Dieupentale | Blason  | Palé contre-palé de gueules et d'argent de quatre pièces. |
| Blason de Dieupentale | Détails | Le statut officiel du blason reste à déterminer.          |

| Blason de Dunes | Blason  | D'azur aux trois monts d'argent surmontés chacun d'une fleur de lys d'or          |
| Blason de Dunes | Détails | Armes parlantes. (monts = dunes) Le statut officiel du blason reste à déterminer. |

Pas d'information pour les communes suivantes : Donzac (Tarn-et-Garonne), Durfort-Lacapelette
- Haut – A
- B
- C
- D
- E
- F
- G
- H
- I
- J
- K
- L
- M
- N
- O
- P
- Q
- R
- S
- T
- U
- V
- W
- X
- Y
- Z

## E
| Blason de Escatalens | Blason  | D'argent au chevron de gueules, au chef du même. |
| Blason de Escatalens | Détails | Le statut officiel du blason reste à déterminer. |

| Blason de Espalais | Blason  | D'azur aux trois demi-vols d'argent.             |
| Blason de Espalais | Détails | Le statut officiel du blason reste à déterminer. |

Pas d'information pour les communes suivantes : Escazeaux, Esparsac, Espinas
- Haut – A
- B
- C
- D
- E
- F
- G
- H
- I
- J
- K
- L
- M
- N
- O
- P
- Q
- R
- S
- T
- U
- V
- W
- X
- Y
- Z

## F
| Blason de Fabas | Blason  | Tranché émanché de gueules et d'argent.          |
| Blason de Fabas | Détails | Le statut officiel du blason reste à déterminer. |

| Blason de Faudoas | Blason  | D'azur à la croix alésée d'or. Devise / CriHoc virtutis opus |
| Blason de Faudoas | Détails | Adopté par la municipalité.                                  |

| Blason de Fauroux | Blason  | Tiercé en pairle renversé : au 1) d’argent à la cloche de sable chargée de trois trèfles du champ en fasce, bataillée du même, au 2) au fer à cheval de gueules clouté de sable enserrant des braises ardentes d’argent enflammées aussi de gueules au 3) d’azur à la meule d’or au moyeu percé en carré de sable, soutenue d’une tierce ondée d’argent ; le tout sommé d’un chef de gueules chargé d’une croisette cléchée, vidée et pommetée de douze pièces d’or. |
| Blason de Fauroux | Détails | Le statut officiel du blason reste à déterminer. |

| Blason de Finhan | Blason  | De gueules au pal d'or, accosté de deux losanges du même. |
| Blason de Finhan | Détails | Le statut officiel du blason reste à déterminer.          |

Pas d'information pour les communes suivantes : Fajolles, Féneyrols
- Haut – A
- B
- C
- D
- E
- F
- G
- H
- I
- J
- K
- L
- M
- N
- O
- P
- Q
- R
- S
- T
- U
- V
- W
- X
- Y
- Z

## G
| Blason de Garganvillar | Blason  | De gueules à la croix cléchée, vidée et pommetée de douze pièces d'or; au chef bastillé de cinq pièces, cousu d'azur et chargé d'un léopard contourné accosté de deux coquilles, le tout d'argent.         |
| Blason de Garganvillar | Détails | * Ces armes emploient le terme « cousu » dans le seul but de contrevenir à la règle de contrariété des couleurs : elles sont fautives : azur sur gueules. Le statut officiel du blason reste à déterminer. |

| Blason de Gasques | Blason  | De gueules à la bande d'or accompagnée de cinq étoiles du même posées en orle, trois en chef et deux en pointe. |
| Blason de Gasques | Détails | Le statut officiel du blason reste à déterminer.                                                                |

| Blason de Génébrières | Blason  | Tiercé en pairle renversé : au 1e d'azur à l'épée basse d'argent, garnie d'or et posée en barre, au 2e d'argent à la branche de genévrier de sinople fruitée de sable posée en bande, au 3e de gueules à la croix cléchée, vidée et pommetée de douze pièces d'or. |
| Blason de Génébrières | Détails | Armes parlantes. (branche de genévrier) Le statut officiel du blason reste à déterminer. |

| Blason de Goas | Blason  | Écartelé : aux 1er et 4e de gueules à un lion d'or armé et lampassé d'azur, aux 2e et 3e d'azur à trois merlettes d'argent ; au filet en croix d'argent brochant sur la partition. |
| Blason de Goas | Détails | Le statut officiel du blason reste à déterminer. |

| Blason de Goudourville | Blason  | D'azur au chevron d'argent accompagné de trois têtes de lion arrachées du même. |
| Blason de Goudourville | Détails | Le statut officiel du blason reste à déterminer.                                |

| Blason de Gramont | Blason  | De gueules à trois fusées accolées en fasce d'argent à dextre et à la croix cléchée, vidée et pommetée de douze pièces d'or à senestre ; à la champagne d'azur* chargée de vaguelettes d'argent ; au chef losangé d'argent et d'azur. |
| Blason de Gramont | Détails | * Il y a là non-respect de la règle de contrariété des couleurs : ces armes sont fautives (azur sur geules). Adopté le 27 janvier 2024.                                                                                               |

| Blason de Grisolles | Blason  | D'azur à une bande d'argent.                     |
| Blason de Grisolles | Détails | Le statut officiel du blason reste à déterminer. |

Pas d'information pour les communes suivantes : Gariès, Gensac (Tarn-et-Garonne), Gimat, Ginals, Glatens, Golfech
- Haut – A
- B
- C
- D
- E
- F
- G
- H
- I
- J
- K
- L
- M
- N
- O
- P
- Q
- R
- S
- T
- U
- V
- W
- X
- Y
- Z

## H
Pas d'information pour les communes suivantes : L'Honor-de-Cos

## L
| Blason de Labastide-de-Penne | Blason  | D'or à trois fasces de sable, sur lesquelles brochent une tête coupée de cheval bridée au point d'honneur, accompagné en chef d'une feuille de chêne posée en bande et d'une fleur de lis des jardins, tous d'argent, et en pointe d'une croix cléchée, pommetée de douze pièces d'or, remplie de gueules, à la bordure crénelée de sinople enfermant le tout. |
| Blason de Labastide-de-Penne | Détails | Créé pr JF Binon. Bulletin Municipal 2020 |

| Blason de Labastide-du-Temple | Blason  | D'argent à trois billettes couchées d'azur rangées en fasce. |
| Blason de Labastide-du-Temple | Détails | Le statut officiel du blason reste à déterminer.             |

| Blason de Labastide-Saint-Pierre | Blason  | D'or aux deux pointes de gueules posées en chevron. |
| Blason de Labastide-Saint-Pierre | Détails | Le statut officiel du blason reste à déterminer.    |

| Blason de Lacourt-Saint-Pierre | Blason  | Écartelé: au 1er d'azur au château de trois tours d'argent, ouvert, ajouré et maçonné de sable, au 2e d'argent à deux bandes de gueules et à la clé contournée d'or, posée en barre et brochant sur le tout, au 3e de gueules à la bande d'argent et à la croix cléchée et pommetée de douze pièces d'or, brochant sur le tout, au 4e d'azur au lion d'argent. |
| Blason de Lacourt-Saint-Pierre | Détails | Le statut officiel du blason reste à déterminer. |

| Blason de Lafrançaise | Blason  | De gueules à une croix de Toulouse d'or accompagnée de quatre fleurs de lys du même, 2 en chef, 2 en pointe. |
| Blason de Lafrançaise | Détails | Le statut officiel du blason reste à déterminer.                                                             |
| Blason de Lafrançaise | Alias   | De gueules à un pal d'argent chargé en cœur d'une rose du champ Blason de 1696                               |

| Blason de Laguépie | Blason  | D'or à une fasce d'azur.                         |
| Blason de Laguépie | Détails | Le statut officiel du blason reste à déterminer. |

| Blason de Lamagistère | Blason  | D'argent à l'embarcation équipée de deux mâts au naturel en demi-profil, habillée d'or, voguant sur une mer d'azur agitée de sable, au chef de sinople chargé d'une étoile aussi d'or. |
| Blason de Lamagistère | Détails | Le statut officiel du blason reste à déterminer. |

| Blason de Lamothe-Capdeville | Blason  | D'azur au chevron d'or accompagné en chef, à dextre, d'une tour crénelée de cinq pièces d'argent, ouverte et ajourée du champ, maçonnée de sable, à senestre, d'une amphore au naturel posée en pal, et, en pointe, d'une tierce ondée d'argent. |
| Blason de Lamothe-Capdeville | Détails | Création Henri Pugibet et Jean-Louis Lapart. Adopté le 8 octobre 2012. |

| Blason de Lauzerte | Blason  | Parti: au 1er de gueules à la croix tréflée d'argent; au 2e de gueules au château à trois tours couvertes en dôme d'argent, croisées et maçonnées de sable, jointes ensemble par un entre-mur d'argent, le tout sur une terrasse d'argent chargée d'un lézard de sinople; le tout sommé d'un chef d'azur chargé de trois fleurs de lis d'or. |
| Blason de Lauzerte | Détails | * Il y a là non-respect de la règle de contrariété des couleurs : ces armes sont fautives (azur sur gueules). Conflit héraldique : le dessin présente les tours ouvertes et ajourées de sable, ce que ne mentionne pas le blasonnement. Le statut officiel du blason reste à déterminer.                                                     |

| Blason de Lavit | Blason  | D'or aux trois lionceaux de gueules.             |
| Blason de Lavit | Détails | Le statut officiel du blason reste à déterminer. |

| Blason de Larrazet | Blason  | De gueules au lion couronné d'argent accompagné de treize besants du même posés en orle. |
| Blason de Larrazet | Détails | Le statut officiel du blason reste à déterminer.                                         |

| Blason de Léojac | Blason  | D'azur aux trois tours d'argent maçonnées de sable, ouvertes et ajourées du champ, accompagnées en abîme d'une croix cléchée, vidée et pommetée de douze pièces d'or. |
| Blason de Léojac | Détails | Le statut officiel du blason reste à déterminer. |

Pas d'information pour les communes suivantes : Labarthe (Tarn-et-Garonne), Labourgade, Lacapelle-Livron, Lachapelle (Tarn-et-Garonne), Lacour (Tarn-et-Garonne), Lafitte (Tarn-et-Garonne), Lamothe-Cumont, Lapenche, Lavaurette, Lizac, Loze
- Haut – A
- B
- C
- D
- E
- F
- G
- H
- I
- J
- K
- L
- M
- N
- O
- P
- Q
- R
- S
- T
- U
- V
- W
- X
- Y
- Z

## M
| Blason de Malause | Blason  | D'argent à la bande d'azur semée de fleurs de lys d'or à plomb, au filet de gueules brochant sur le semé. |
| Blason de Malause | Détails | Le statut officiel du blason reste à déterminer.                                                          |

| Blason de Marignac | Blason  | D'or un orme de tenné feuillé d'argent sur une terrasse de sinople chargée de l'inscription MARIGNAC en capitales d'argent; au chef d'azur chargé d'une oie d'argent, becquée et membrée d'orangé, accostée de quatre têtes d'ail liées deux à deux, les tiges et feuilles tressées d'argent. |
| Blason de Marignac | Détails | Créé par JF Binon. Blasson sur documents de la mairie. |

| Blason de Mas-Grenier | Blason  | De gueules à la plane d'or, convexe, posée en pal, les poignées à dextre, accostée de deux coquilles d'argent et surmontée de trois fleurs de lis d'or rangées en chef. |
| Blason de Mas-Grenier | Détails | Le statut officiel du blason reste à déterminer. |

| Blason de Meauzac | Blason  | D'argent au pal bretessé de gueules.             |
| Blason de Meauzac | Détails | Le statut officiel du blason reste à déterminer. |

| Blason de Mirabel | Blason  | D'argent à une fasce crénelée de gueules.        |
| Blason de Mirabel | Détails | Le statut officiel du blason reste à déterminer. |

| Blason de Miramont-de-Quercy | Blason  | Coupé voûté : au 1er de gueules à deux clés passées en sautoir, adextrées d'une croix cléchée, vidée et pommetée de douze pièces, et senestrées d'une fleur de lys, le tout d'or, au 2d de sinople à la halle du lieu soutenue d'une jumelle ondée, le tout d'argent. |
| Blason de Miramont-de-Quercy | Détails | Le statut officiel du blason reste à déterminer. |

| Blason de Moissac | Blason  | De gueules à une croix cléchée et vidée d'or, pommetée de douze pièces d'argent, au chef d’azur chargé de trois fleurs de lis d’or.                              |
| Blason de Moissac | Détails | * Il y a là non-respect de la règle de contrariété des couleurs : ces armes sont fautives (azur sur gueules). Le statut officiel du blason reste à déterminer.   |
| Blason de Moissac | Alias   | De gueules à la croix alésée d'argent pommetée de douze pièces du même, trois à chaque extrémité ; au chef d'azur chargé de trois fleurs de lis d'or. (D'Hozier) |

| Blason de Molières | Blason  | De sable aux cinq meules de moulin d'or.                                   |
| Blason de Molières | Détails | Armes parlantes. (meules) Le statut officiel du blason reste à déterminer. |

| Blason de Monbéqui | Blason  | Taillé cannelé d'argent et d'azur.               |
| Blason de Monbéqui | Détails | Le statut officiel du blason reste à déterminer. |

| Blason de Monclar-de-Quercy | Blason  | De gueules à une montagne d'argent mouvant de la pointe, surmontée d'une étoile du même.        |
| Blason de Monclar-de-Quercy | Détails | Armes parlantes. (mont et clarté d'une étoile) Le statut officiel du blason reste à déterminer. |

| Blason de Montjoi | Blason  | De gueules à une croix cléchée, pommetée de douze pièces d'or, remplie d'azur et accostée de deux gerbes d'argent ; au chef cousu d'azur chargé de trois fleurs de lys d'or. |
| Blason de Montjoi | Détails | Le statut officiel du blason reste à déterminer. |

| Blason de Montaigu-de-Quercy | Blason  | Ecartelé d'argent et d'azur.                     |
| Blason de Montaigu-de-Quercy | Détails | Le statut officiel du blason reste à déterminer. |

| Blason de Montalzat | Blason  | De gueules au monticule d'argent sommé d'un arbre de quatre branches horizontales sans feuille du même, surmonté d'une croix cléchée, vidée et pommetée de douze pièces d'or, au chef cousu d'azur chargé de trois fleurs de lys aussi d'or. |
| Blason de Montalzat | Détails | * Ces armes emploient le terme « cousu » dans le seul but de contrevenir à la règle de contrariété des couleurs : elles sont fautives : azur sur gueules. Le statut officiel du blason reste à déterminer.                                   |

| Blason de Montauban | Blason  | De gueules au saule d'or étêté, ayant six branches sans feuilles, trois à dextre, trois à senestre ; au chef cousu d'azur chargé de trois fleurs de lys d'or.                                              |
| Blason de Montauban | Détails | * Ces armes emploient le terme « cousu » dans le seul but de contrevenir à la règle de contrariété des couleurs : elles sont fautives : azur sur gueules. Le statut officiel du blason reste à déterminer. |

| Blason de Montbartier | Blason  | D'or chargé d'un écu d'argent surchargé d'une aigle de sable et surmonté d'une burèle d'argent, chargée de l'inscription en capitales de sable MONTBARTIER et côtoyée de deux filets d'argent. |
| Blason de Montbartier | Détails | * Il y a là non-respect de la règle de contrariété des couleurs : ces armes sont fautives (argent sur or). Le statut officiel du blason reste à déterminer.                                    |
| Blason de Montbartier | Alias   | D'argent au chêne de sinople sur lequel est posé un hibou de sable. |

| Blason de Montbeton | Blason  | Écartelé d'azur à une bande d'or, et de gueules à une cloche du même.                   |
| Blason de Montbeton | Détails | Le statut officiel du blason reste à déterminer.                                        |
| Blason de Montbeton | Alias   | Écartelé de sinople et d'argent à la croix brochante de l'un en l'autre. Blason de 1696 |

| Blason de Montech | Blason  | De gueules aux trois feuilles de fougère d'argent réunies à la base, au chef cousu d'azur chargé de trois fleurs de lys d'or.                                                                              |
| Blason de Montech | Détails | * Ces armes emploient le terme « cousu » dans le seul but de contrevenir à la règle de contrariété des couleurs : elles sont fautives : azur sur gueules. Le statut officiel du blason reste à déterminer. |

| Blason de Montgaillard | Blason  | Écartelé : au premier et au quatrième d'or à la tour d'azur donjonnée de trois tourelles du champ, au deuxième et au troisième de gueules au lion d'or couronné d'une couronne de vicomte du même. |
| Blason de Montgaillard | Détails | Le statut officiel du blason reste à déterminer. |

| Blason de Montpezat-de-Quercy | Blason  | D'or à la montagne d'azur, au chef de gueules chargé d'une balance aussi d'or.                       |
| Blason de Montpezat-de-Quercy | Détails | Armes parlantes. (mont + balance, qui sert à peser) Le statut officiel du blason reste à déterminer. |

| Blason de Montricoux | Blason  | D'or à la montagne de sinople, au chef de gueules chargé de deux merlettes d'argent. |
| Blason de Montricoux | Détails | Le statut officiel du blason reste à déterminer.                                     |

Pas d'information pour les communes suivantes : Mansonville (Tarn-et-Garonne), Marsac (Tarn-et-Garonne), Maubec (Tarn-et-Garonne), Maumusson (Tarn-et-Garonne), Merles, Montagudet, Montaïn, Montastruc (Tarn-et-Garonne), Montbarla, Monteils (Tarn-et-Garonne), Montesquieu (Tarn-et-Garonne), Montfermier, Mouillac (Tarn-et-Garonne)
- Haut – A
- B
- C
- D
- E
- F
- G
- H
- I
- J
- K
- L
- M
- N
- O
- P
- Q
- R
- S
- T
- U
- V
- W
- X
- Y
- Z

## N
| Blason de Nègrepelisse | Blason  | De gueules au créquier sec d'argent; au chef cousu d'azur chargé de trois fleurs de lis d'or. |
| Blason de Nègrepelisse | Détails | * Ces armes emploient le terme « cousu » dans le seul but de contrevenir à la règle de contrariété des couleurs : elles sont fautives : azur sur gueules. Le statut officiel du blason reste à déterminer. |
| Blason de Nègrepelisse | Alias   | D'argent à la main au naturel tenant un créquier de gueules. |

| Blason de Nohic | Blason  | D'or à un pal ondé de sinople.                   |
| Blason de Nohic | Détails | Le statut officiel du blason reste à déterminer. |
| Blason de Nohic | Alias   | Taillé d'argent et de sable. Blason de 1696      |

- Haut – A
- B
- C
- D
- E
- F
- G
- H
- I
- J
- K
- L
- M
- N
- O
- P
- Q
- R
- S
- T
- U
- V
- W
- X
- Y
- Z

## O
| Blason de Orgueil | Blason  | De sinople à deux bandes d'or.                   |
| Blason de Orgueil | Détails | Le statut officiel du blason reste à déterminer. |

- Haut – A
- B
- C
- D
- E
- F
- G
- H
- I
- J
- K
- L
- M
- N
- O
- P
- Q
- R
- S
- T
- U
- V
- W
- X
- Y
- Z

## P
| Blason de Parisot | Blason  | Parti : au 1) de gueules au gerfaut d’argent, la patte dextre levée, au 2) de gueules au lion d’or lampassé d’argent. |
| Blason de Parisot | Détails | Le statut officiel du blason reste à déterminer.                                                                      |

| Blason de Perville | Blason  | Coupé: au 1er parti au I de gueules à la croix cléchée, vidée et pommetée de douze pièces d'or et au II d'or à la licorne passante d'azur, au 2e de sinople à deux sabres d'argent, passés en sautoir et soutenus d'une gerbe d'or liée de gueules. |
| Blason de Perville | Détails | Le statut officiel du blason reste à déterminer. |

| Blason de Piquecos | Blason  | De gueules à trois bandes d'or; au chef cousu d'azur chargé de trois étoiles d'or. |
| Blason de Piquecos | Détails | * Ces armes emploient le terme « cousu » dans le seul but de contrevenir à la règle de contrariété des couleurs : elles sont fautives : azur sur gueules. Le statut officiel du blason reste à déterminer. |

| Blason de Pommevic | Blason  | Écartelé : au premier et au quatrième de gueules à la tour d'or maçonnée de sable, au deuxième d'azur au pommier arraché d'argent, au troisième d'azur à la gerbe d'argent ; à la croix cléchée et pommetée de douze pièces d'argent remplie d'azur brochant en abîme sur la partition. |
| Blason de Pommevic | Détails | Armes parlantes. (pommier) Le statut officiel du blason reste à déterminer. |

| Blason de Pompignan | Blason  | D'azur à un chevalier brandissant une épée, monté sur un cheval galopant, le tout d'argent. |
| Blason de Pompignan | Détails | Le statut officiel du blason reste à déterminer.                                            |

| Blason de Puylagarde | Blason  | D'or au puits de sable sur une terrasse de sinople.                       |
| Blason de Puylagarde | Détails | Armes parlantes. (puits) Le statut officiel du blason reste à déterminer. |

| Blason de Puylaroque | Blason  | D'azur au puits d'argent, maçonné de sable, posé sur une roche aussi d'argent.  |
| Blason de Puylaroque | Détails | Armes parlantes. (puits + roc) Le statut officiel du blason reste à déterminer. |

Pas d'information pour les communes suivantes : Le Pin (Tarn-et-Garonne), Poupas, Puycornet, Puygaillard-de-Lomagne, Puygaillard-de-Quercy
- Haut – A
- B
- C
- D
- E
- F
- G
- H
- I
- J
- K
- L
- M
- N
- O
- P
- Q
- R
- S
- T
- U
- V
- W
- X
- Y
- Z

## R
| Blason de Réalville | Blason  | D'azur à trois fleurs de lys d'or.               |
| Blason de Réalville | Détails | Le statut officiel du blason reste à déterminer. |

| Blason de Reyniès | Blason  | D'argent à trois bandes de gueules, au chef du même. |
| Blason de Reyniès | Détails | Le statut officiel du blason reste à déterminer.     |

| Blason de Roquecor | Blason  | Coupé au premier, parti en I d'or au lion à la queue léopardée de gueules et au II de sable à l'ours d'or passant, au second d’azur à l'arche d'alliance d'argent accostée en chef de deux étoiles d'or. |
| Blason de Roquecor | Détails | Le statut officiel du blason reste à déterminer. |

- Haut – A
- B
- C
- D
- E
- F
- G
- H
- I
- J
- K
- L
- M
- N
- O
- P
- Q
- R
- S
- T
- U
- V
- W
- X
- Y
- Z

## S
| Blason de Saint-Amans-de-Pellagal | Blason  | Écartelé d'argent et d'azur.                     |
| Blason de Saint-Amans-de-Pellagal | Détails | Le statut officiel du blason reste à déterminer. |

| Blason de Saint-Amans-du-Pech | Blason  | Écartelé: au 1er d'azur à la fleur de lis d'or, au 2e et au 3e d'or plain, au 4e d'azur à la fontaine du lieu d'or, maçonnée de sable et jaillissante d'argent; à la barre d’argent chargée de deux empreintes de pas de sable [dits de Roland] et brochant sur le tout. Devise / Cri« sanctus anmiantus de serris - sagesse et amitié ». |
| Blason de Saint-Amans-du-Pech | Détails | Le statut officiel du blason reste à déterminer. |

| Blason de Saint-Antonin-Noble-Val | Blason  | Parti en 1 de gueules aux trois fleurs de lys d'argent mal ordonnées; en 2 de sable au pont de deux arches d'argent, maçonné de sable, sommé de trois tourelles aussi d'argent, maçonnées de sable ; au chef d'azur aux trois fleurs de lys d'or. |
| Blason de Saint-Antonin-Noble-Val | Détails | * Il y a là non-respect de la règle de contrariété des couleurs : ces armes sont fautives (azur sur gueules et sable). Le statut officiel du blason reste à déterminer.                                                                           |

| Blason de Saint-Arroumex | Blason  | Tiercé en pairle renversé : au 1er de gueules à une croix cléchée, vidée et pommetée de douze pièces d'or, au 2e de sinople à une coquille d'argent, au 3e d'azur à la fasce ondée d'argent et à une fleur de tournesol, tigée et feuillée d'or brochante. |
| Blason de Saint-Arroumex | Détails | Le statut officiel du blason reste à déterminer. |

| Blason de Saint-Cirq | Blason  | D'azur au puits surmonté, à dextre, d'un bouquet de trois épis de blé tigés et feuillé et, à senestre, de deux feuilles de chêne posées en chevron renversé, le tout d'argent; au chef cousu de gueules chargé, à dextre, d'un lion léopardé contourné d'or et, à senestre, d'une croix cléchée, vidée et pommetée de douze pièces du même. |
| Blason de Saint-Cirq | Détails | * Ces armes emploient le terme « cousu » dans le seul but de contrevenir à la règle de contrariété des couleurs : elles sont fautives : gueules sur azur. Le statut officiel du blason reste à déterminer. |

| Blason de Saint-Clair | Blason  | Écartelé au 1) de gueules à la crosse d’or, au 2) d’azur à la fasce ondée d’argent, au 3) de sinople aux trois épis posés en pal et en sautoir, liés d’or, au quatrième de gueules au vase à parfum d’or. |
| Blason de Saint-Clair | Détails | Le statut officiel du blason reste à déterminer. |

| Blason de Saint-Étienne-de-Tulmont | Blason  | D’argent semé d’arbres arrachés de sinople, au franc-quartier de gueules chargé de Saint Étienne issant contourné, habillé d’une chasuble et auréolé, tenant dans sa senestre une palme, le tout d’or, et dans sa dextre un livre du même sommé de trois cailloux d’argent. |
| Blason de Saint-Étienne-de-Tulmont | Détails | Le statut officiel du blason reste à déterminer. |

| Blason de Saint-Georges | Blason  | Tiercé en pairle renversé : au premier d'azur à l'épée basse d'argent, au deuxième d'argent au dragon rampant de gueules, au troisième d'or à la croix cléchée, vidée et pommetée de douze pièces de gueules. |
| Blason de Saint-Georges | Détails | Le statut officiel du blason reste à déterminer. |

| Blason de Saint-Loup | Blason  | Écartelé: au 1er d'azur au lion d'argent sur une terrasse de sinople, au chef cousu de gueules chargé de trois étoiles d'argent, au 2e d'or à trois fasces de gueules, au 3e d'azur à trois fasces d'argent, au 4e contre-écartelé aux I et IV d'or à trois hirondelles de sable, becquées et membrées de gueules, les deux du chef affrontées et celle de la pointe au vol étendu, aux II et III d'azur à la croix tréflée d'or. |
| Blason de Saint-Loup | Détails | * Il y a là non-respect de la règle de contrariété des couleurs : ces armes sont fautives (gueules sur azur). Le statut officiel du blason reste à déterminer. |

| Blason de Saint-Nazaire-de-Valentane | Blason  | Parti : au 1er d'azur à saint Nazaire d'argent, au 2d de gueules à la croix cléchée, vidée et pommetée de douze pièces d'or. |
| Blason de Saint-Nazaire-de-Valentane | Détails | Armes parlantes. Le statut officiel du blason reste à déterminer. Auteur(s)J.-F. Binon                                       |

| Blason de Saint-Nauphary | Blason  | D'argent à une billette vidée de sable.          |
| Blason de Saint-Nauphary | Détails | Le statut officiel du blason reste à déterminer. |

| Blason de Saint-Nicolas-de-la-Grave | Blason  | D'azur à la colombe d'argent tenant un rameau d'olivier de sinople en son bec. |
| Blason de Saint-Nicolas-de-la-Grave | Détails | Le statut officiel du blason reste à déterminer.                               |

| Blason de Saint-Paul-d'Espis | Blason  | Écartelé : au 1er d'argent au pin de sinople fruité d'or, au 2e de gueules à deux boucs arrêtés d'argent, accornés de sable, l'un au dessus de l'autre, au 3e de gueules au lion d'argent accompagné de douze besants du même posés en orle, au 4e fascé d'or et de sable et au chef d'hermine. |
| Blason de Saint-Paul-d'Espis | Détails | Adopté par la municipalité. |

| Blason de Saint-Porquier | Blason  | D'argent à un chêne terrassé de sinople, à une laie accompagnée de deux marcassins, de sable, contournés, posés sur la terrasse et brochant sur le tout. |
| Blason de Saint-Porquier | Détails | Armes allusives. Inspiré du blason attribué par Charles d'Hozier et sculpté sur le fronton de la mairie.                                                 |

| Blason de Saint-Vincent-Lespinasse | Blason  | Tiercé en pairle renversé : au 1er d'argent à la bande d'azur, au 2e de sinople à une grappe de raisin tigée et feuillée d'or, au 3e de gueules à une fleur d'aubépine d'argent, boutonnée d'or, tigée et feuillée de sinople. |
| Blason de Saint-Vincent-Lespinasse | Détails | Adopté le 24 juin 2024. |

| Blason de Sauveterre | Blason  | Écartelé de gueules à la croix alésée d'argent, et d'argent à la croix alésée de gueules. |
| Blason de Sauveterre | Détails | Le statut officiel du blason reste à déterminer.                                          |

| Blason de Septfonds | Blason  | De gueules aux sept fontaines d'argent, ordonnées 3, 3 et 1.      |
| Blason de Septfonds | Détails | Armes parlantes. Le statut officiel du blason reste à déterminer. |

Pas d'information pour les communes suivantes : Saint-Aignan (Tarn-et-Garonne), Saint-Beauzeil, Saint-Cirice, Saint-Jean-du-Bouzet, Saint-Michel (Tarn-et-Garonne), Saint-Projet (Tarn-et-Garonne), Saint-Sardos (Tarn-et-Garonne), Saint-Vincent-d'Autéjac, Sainte-Juliette, La Salvetat-Belmontet, Savenès, Sérignac (Tarn-et-Garonne), Sistels
- Haut – A
- B
- C
- D
- E
- F
- G
- H
- I
- J
- K
- L
- M
- N
- O
- P
- Q
- R
- S
- T
- U
- V
- W
- X
- Y
- Z

## T
| Blason de Touffailles | Blason  | Parti : au premier de gueules au léopard d'or armé et lampassé d'azur, au second d'azur à la fleur de lys d'or ; au chef-pal d'argent chargé d'une tour de sable ouverte et maçonnée aussi d'argent, brochant sur le tout. |
| Blason de Touffailles | Détails | Le statut officiel du blason reste à déterminer. |

Pas d'information pour les communes suivantes : Tréjouls
- Haut – A
- B
- C
- D
- E
- F
- G
- H
- I
- J
- K
- L
- M
- N
- O
- P
- Q
- R
- S
- T
- U
- V
- W
- X
- Y
- Z

## V
| Blason de Valence | Blason  | D'azur à la bande d'or accompagnée de deux fleurs de lys du même, au chef de gueules chargé d'un cygne d'argent nageant sur des ondes du même et d'un soleil aussi d'or cantonné à dextre. |
| Blason de Valence | Détails | Le statut officiel du blason reste à déterminer. |

| Blason de Varen | Blason  | D'argent à trois fasces de sinople, au lion d'or brochant. |
| Blason de Varen | Détails | Le statut officiel du blason reste à déterminer.           |

| Blason de Varennes | Blason  | Palissé en fasce d'or et de gueules de six pièces. |
| Blason de Varennes | Détails | Le statut officiel du blason reste à déterminer.   |

| Blason de Verdun-sur-Garonne | Blason  | De gueules aux trois fleurs de lys d'or accompagnées en abîme d'une croisette cléchée, vidée et pommetée de douze pièces du même, et en pointe de deux tours d'argent maçonnées de sable. |
| Blason de Verdun-sur-Garonne | Détails | Le statut officiel du blason reste à déterminer. |

| Blason de Verfeil | Blason  | D'argent à dix trèfles de sinople posés en orle. |
| Blason de Verfeil | Détails | Le statut officiel du blason reste à déterminer. |

| Blason de Verlhac-Tescou | Blason  | De sinople à deux pals d'or, au chef du même.    |
| Blason de Verlhac-Tescou | Détails | Le statut officiel du blason reste à déterminer. |

| Blason de La Ville-Dieu-du-Temple | Blason  | Parti émanché de vair et d'or.                   |
| Blason de La Ville-Dieu-du-Temple | Détails | Le statut officiel du blason reste à déterminer. |
| Blason de La Ville-Dieu-du-Temple | Alias   | Parti émanché de sinople et d'or. Blason de 1696 |

| Blason de Villebrumier | Blason  | De gueules à la croix d'argent.                  |
| Blason de Villebrumier | Détails | Le statut officiel du blason reste à déterminer. |

Pas d'information pour les communes suivantes : Vaïssac, ValeillesVazerac, Vigueron, Villemade